# Attrition
Gli Attrition sono un gruppo musicale inglese, fondato a Coventry nel 1980 da Martin Bowes e Ashley Niblock.

## Storia
Il gruppo nasce come duo nel 1980, formato da Martin Bowes (voce, percussioni, elettronica) e Ashley Niblock (tastiere). La prima produzione è la colonna sonora This Death House (1982), pubblicata su cassetta (poi ristampata su vinile dalla Third Mind nel 1987 e su CD dalla Projekt nel 1995). Nel 1983 tengono le prime esibizioni live a Londra e pubblicano il singolo Deliverance l'anno seguente. Con il tour europeo, la band si fa conoscere anche all'estero.
Il debutto ufficiale avviene nel 1984 con The Attrition of Reason. Il frontman Bowes è affiancato da Julia Waller (che trova posto alla voce) e da Niblock, che con Bowes si concentra sulla musica, vicina al genere techno-industrial e synth pop.
L'EP The Voice of God anticipa una serie di appuntamenti live in giro per l'Europa. Nel 1985 viene pubblicato Smiling at the Hypogonder Club, in cui prevale la darkwave e il gothic.
Con il terzo album, In the Realm of the Hungry Ghosts (1986), il duo composto da Bowes e Niblock, insieme alla fedele Waller, spazia in tutti i campi della musica elettronica. Il repertorio viene poi arricchito con l'EP Future Tense.
Nel 1988 Ashley Niblock abbandona il progetto e così Martin Bowes diventa unico titolare del progetto Attrition. Terminato il rapporto con la Third Mind, Bowes si stabilisce in Belgio dove firma per la Antler. Con questa etichetta viene pubblicato nello stesso anno l'album At the Fiftieth Gate, a cui partecipano anche i chitarristi Paul Tyres e Garry Cox, il percussionista Bob Oliver e le cantanti Julia Waller e Marianne. Segue, nel 1989, l'EP Turn to Gold, che chiude la parentesi belga.
Nel 1990 la Projekt pubblica Recollection, una raccolta del materiale del primo periodo degli Attrition. Nel 1991 il gruppo pubblica A Tricky Business (Contempo), che segna il ritorno a Coventry.
Nel 1993 è la volta di The Hidden Agenda (Hyperium), seguito dall'EP Ephemera.
L'anno seguente gli Attrition firmano per la Projekt, che pubblica 3 Arms and a Dead Cert (1996), vero album di consacrazione. Alla voce della Waller e all'elettronica di Bowes si aggiungono i violini di Frank Dematteis. Nel 1997 esce Etude, un vero e proprio album di musica da camera, in cui vengono riarrangiati (opera di Dematteis) su base orchestrale diversi brani tratti dai precedenti lavori. In Eternity, Bowes remixa quattro brani di Etude.
Nel 1999 viene pubblicato The Jeopardy Maze (Projekt), mentre nel 2000 vengono pubblicati ben due album, ossia The Hand That Feeds, doppio disco di remix e rivisitazioni, ed il live The Heretic Angels. Nel frattempo Bowes si dedica alle attività di insegnante di musica e produttore discografico nella sua Coventry. Collabora inoltre con i Black Tape for a Blue Girl.
Le recenti produzioni degli Attrition vedono pubblicati gli album Dante's Kitchen (2004), All Mine Enemys Whispers - The story of Mary Ann Cotton (2008), Invocation - a film score (2012) e The Unraveller of Angels (2013).

## Discografia
- 1982 - This Death House
- 1983 - Action and Reaction (con Audio Leter)
- 1984 - The Attrition of Reason
- 1985 - Smiling, at The Hypogonder Club
- 1988 - At the Fiftieth Gate
- 1991 - A Tricky Business
- 1993 - The Hidden Agenda
- 1995 - Ephemera
- 1996 - 3 Arms and a Dead Cert
- 1997 - Etude
- 1999 - The Jeopardy Maze
- 2003 - The Eternity LP
- 2004 - Dante's Kitchen
- 2008 - All Mine Enemys Whispers - The story of Mary Ann Cotton
- 2012 - Invocation - a film score
- 2013 - The Unraveller of Angels